# 吉茶片
吉茶片，贛語九個方言片之一。主要通行於江西的吉安市、吉安县（部分）、吉水、峽江、泰和、永豐、安福、蓮花、永新、井岡山、萬安、遂川，和湖南的攸縣、茶陵、炎陵等地。1990年代，有学者将吉茶片分为两个小片，吉安小片和永新小片。

## 特點
吉茶片：絕大部分地方沒有入聲（永豐、万安例外）；去聲不分陰陽（茶陵、酃縣例外）；「八、發」等字韻母多位[œ]、[ɛ]；有豐富的鼻化韻（吉安市、峽江例外）；「泥来」等韵母为[n l]音字相混（永新例外）。
- 吉安小片：包括吉州、青原、吉安县、吉水、峡江、泰和、万安和永丰。该小片的共同特点是县市所在地除永丰、万安外都是四个调类，无入声（万安例外），古清去同古浊平今合二为一。[2]
- 永新小片：包括遂川、安福、永新、莲花、井冈山市以及湖南省的攸县、茶陵、酃县。共同特点是古浊平、古清去今不合二为一（宁冈例外），古清去和古浊去今合为一个调类（宁冈、茶陵、炎陵县例外）。永新泥来不混，[n l]为不同音位。江西境内其余各县市泥来洪音相混，除莲花有[l]无[n]外，其余都[n l]是自由变读。[2]